# Tancoco
Tancoco (del huasteco Tam-Cucun "Lugar de Palomas") es una localidad mexicana situada en el estado de Veracruz, cabecera del municipio homónimo. Se ubica en el norte del estado, en la región Huasteca Baja.

## Geografía
La localidad de Tancoco se ubica en el noroeste del municipio homónimo y del estado de Veracruz. Se encuentra a una altura media de 251 m s. n. m. y cubre un área de 0.950 km².

## Demografía
De acuerdo con el censo realizado en 2020 por el Instituto Nacional de Estadística y Geografía (INEGI), en Tancoco había un total de 1438 habitantes, de los que 726 eran mujeres y 712, hombres.
| Gráfica de evolución demográfica de Tancoco entre 1900 y 2020 |
|                                                               |
| Fuente: Instituto Nacional de Estadística y Geografía.        |